# Trbuk
Trbuk (szerbül: Трбук), település Bosznia-Hercegovinában, a Szerb Köztársaság északi régiójában Doboj községben.

## Fekvése
A település Bosznia-Hercegovina északi részén, Dobojtól légvonalban 9, közúton 14 km-re délre, a Boszna jobb partján és az Ozren-hegység nyugati lejtőin, 160-402 méteres magasságban,  található. Főbb magaslatai a Šiljak, a Gradić, a Bajića brdo, a Garića kosa és a Šajin kamen. A Boszna mellett termékeny földek találhatók, amelyet mezőgazdasági célokra használnak. A Boszna mellett, amely a falu fő vízfolyásai az Osojnica és a Mačkov potok.

## Népessége
| Nemzetiségi csoport | Népesség 1991 | Népesség 2013 |
| ------------------- | ------------- | ------------- |
| Szerb               | 280           | 153           |
| Bosnyák             | 0             | 0             |
| Horvát              | 0             | 0             |
| Jugoszláv           | 1             | 0             |
| Egyéb               | 1             | 0             |
| Összesen            | 282           | 153           |

## Története
A „Trbuk” névhez egy régi legenda kapcsolódik. A helyiek úgy tartják, hogy a falut uraló Gradić nevű dombon élt egy terhes nő, akire őrök vigyáztak. Ezeket az őröket „hasőröknek” (trbuh = has) nevezték el, és később innen ered a falu neve.
A település 1878-ig tartozott az Oszmán Birodalomhoz, ekkor a berlini kongresszus határozata alapján az Osztrák-Magyar Monarchia része lett. 1910-ben a Maglaji járáshoz tartozó településen 12 háztartást és 105 ortodox lakost találtak. A monarchia szétesésével 1918-ban előbb a Szerb-Horvát-Szlovén Királyság, majd 1929-től a Jugoszláv Királyság része lett. 1921-ben a Maglaji járáshoz tartozó községnek 109 lakosa volt, közülük 106 ortodox szerb, és 3 római katolikus volt. Az 1929-es törvény értelmében, amikor Bosznia-Hercegovinát négy banovinára, Drinskára, Vrbaskára, Zetskára és Primorskára osztották, a település a Vrbaska banovina része lett, amelynek székhelye Banja Luka volt.
A második világháborúban Jugoszlávia megszállása után a Független Horvát Állam (NDH) része lett. 1941. szeptember 10-én az usztasa-német közös erők a rječicai mészárlás után megtámadták Trbukot és porig égették. Egyébként a faluban Cvijetin Todić parancsnoksága alatt ozreni csetnikek és Toša Vujasnović parancsnoksága alatt egy partizánkülönítmény is működött. A kommunisták 1945-ben győztek, Todićot pedig 1947-ben lőtték le a Maglajhoz tartozó Rakovac közelében. A második világháború után 1992-ig a település a szocialista Jugoszlávia keretében a Bosznia-Hercegovinai Népköztársaság része volt. A háború után a falu gyors fejlődésen ment keresztül. 1947-ben építették meg a Gradić és a Šiljak alagutakat, melyek az újonnan épült Šamac-Szarajevó vasútvonalhoz készültek, majd 1977-ben megépült a vasútvonal második vágánya is. 
1992-ig Trbuk Maglaj község része volt. A háború kitörése után Trbuk, Osojnica, Striježevica és Jabučić Polje falvakat Doboj községhez csatolták, amelynek ma is a részei.
A boszniai háborút lezáró daytoni békeszerződés rendelkezése alapján az ország területét felosztották a Bosznia-hercegovinai Föderáció és a boszniai Szerb Köztársaság között.  A békeszerződés utáni területmegosztási megállapodás értelmében a Boszniai Szerb Köztársasághoz és Doboj községhez került. 2014. május 16-án és 17-én Trbukot sem kímélte a Bosznia-Hercegovinát sújtó nagy árvíz. Körülbelül egy tucat háztartás került víz alá. A Boszna folyó mente és a helyi kőbánya melletti mezőgazdasági szántóterületek is elpusztultak.

## Oktatás
Trbuk, Pera Simić-Vukeljić, Osojnica egyik kiemelkedő lakosának erőfeszítéseinek köszönhetően, aki akkoriban egész Ausztria-Magyarországon utazgatott, 1911-ben kapta meg első elemi iskoláját. Az első tanárnő Savka Stevanović (vagy Stefanović) volt, aki Tešnjából érkezett. 1948-ban egy alsó tagozatos elemi iskolát, 1959-ben pedig egy nyolcosztályos iskolát építettek, amelyet Dušanka Vajićról neveztek el. Mindkét iskola párhuzamosan működött. A "Dušanka Vajić" Általános Iskola volt a központi iskola egészen a Donja Paklenica-i "Bratstvo-jedinstvo" Általános Iskola 1974-es megépítéséig. A volt Jugoszláviában kitört polgárháború kezdete után a „Dušanka Vajić” nevet törölték. Az iskolát regionális tagozatként a doboji „Sveti Sava” Általános Iskolához csatolták. 2001 óta az iskola neve „Ozren”, és a Donja Paklenica-i központi iskola regionális tagozata.

## Nevezetességei
- Szent Sziszoész tiszteletére szentelt ortodox temploma 1998-ban épült.

- 1961-ben, a partizánfelkelés 20. évfordulóján a falu központjában partizántemetőt avattak.

## Fordítás
- Ez a szócikk részben vagy egészben  a(z)   Трбук című szerb Wikipédia-szócikk ezen változatának fordításán alapul.  Az eredeti cikk szerkesztőit annak laptörténete sorolja fel. Ez a jelzés csupán a megfogalmazás eredetét és a szerzői jogokat jelzi, nem szolgál a cikkben szereplő információk forrásmegjelöléseként.